# Narthecusa luteibasis
Narthecusa luteibasis là một loài bướm đêm trong họ Geometridae.